# Сельское поселение «Село Садовое» (Хабаровский край)
Се́льское поселе́ние «Село Садовое» — муниципальное образование в Вяземском районе Хабаровского края Российской Федерации.
Административный центр — село Садовое.

## История
Статус и границы сельского поселения установлены Законом Хабаровского края от 28 июля 2004 года № 208 «О наделении посёлковых, сельских муниципальных образований статусом городского, сельского поселения и об установлении их границ».

## Население
| 2010 | 2011 | 2012 | 2013 | 2014 | 2015 | 2016 |
| ---- | ---- | ---- | ---- | ---- | ---- | ---- |
| 212  | →212 | ↗218 | ↗219 | ↘218 | ↗223 | ↗239 |
| 2017 | 2018 | 2019 | 2020 | 2021 |      |      |
| ↗243 | ↘239 | ↘233 | ↗236 | ↘169 |      |      |

## Состав сельского поселения
| № | Населённый пункт | Тип населённого пункта       | Население |
| - | ---------------- | ---------------------------- | --------- |
| 1 | Садовое          | село, административный центр | ↘169      |